# Schulkonsens
Als Schulkonsens wird in Nordrhein-Westfalen (NRW) der schulpolitische Kompromiss vom 19. Juli 2011 bezeichnet, mit dem ein jahrzehntelanger Streit um die Schulstruktur beendet wurde. Zur Vorbereitung hatte Schulministerin Sylvia Löhrmann eine Bildungskonferenz eingesetzt, an der die am Bildungswesen beteiligten Organisationen und die im Landtag NRW vertretenen Parteien teilgenommen hatten. Es ging um die Frage, wie bei weiter zurückgehenden Schülerzahlen ein leistungsfähiges und ortsnahes Schulangebot aufrechterhalten werden kann. 
Im Ergebnis verzichtete die Koalition (SPD und Bündnis 90/Die Grünen) auf die Einführung der Gemeinschaftsschule, während die CDU einwilligte, die „Hauptschulgarantie“ in der Landesverfassung aufzuheben. Als neue zusätzliche Schulform der Sekundarstufe I wurde die Sekundarschule verabredet. 
Der Schulkonsens wurde umgesetzt durch die Änderung der Landesverfassung NRW vom 25. Oktober 2011 (GV. NRW. S. 499) und durch die Änderung im Schulgesetz NRW vom 25. Oktober 2011 (GV. NRW. S. 540).